# Cymbacha setosa
Cymbacha setosa là một loài nhện trong họ Thomisidae.
Loài này thuộc chi Cymbacha. Cymbacha setosa được Ludwig Carl Christian Koch miêu tả năm 1874.